# Савина (Чердынский район)
Савина — деревня в Чердынском районе Пермского края. Входит в состав Покчинского сельского поселения.

## Географическое положение
Расположена на левом берегу реки Лызовка, к северо-западу от центра поселения, села Покча, и от районного центра, города Чердынь.

## Население
| 2010 |
| ---- |
| 48   |

## Топографические карты
- Лист карты P-40-125,126 Чердынь. Масштаб: 1 : 100 000. Указать дату выпуска/состояния местности.